# Franco Ponzinibio
Franco Ponzinibio (Buenos Aires, 16 luglio 1914 – Broni, 19 febbraio 2004) è stato un calciatore argentino, in Italia noto come Ponzinibio II per distinguerlo dal fratello maggiore José Carlos.

## Carriera
Formatosi in Argentina nel Club Estudiantes de La Plata, giunse in Italia all'Ambrosiana-Inter dove esordì in Serie A il 25 giugno 1933 nell'incontro casalingo perso dai milanesi per 5 a 3 contro il Napoli. Lasciò il club di Milano per trasferirsi alla Catanzarese in Serie B nel 1934 dove giocò solo cinque incontri segnando la sua prima rete italiana. Tornò a giocare in Serie A tra le file del Genova 1893 la stagione seguente. Con i liguri rimase due anni scendendo in campo solo in quattro occasioni ed esordendovi nel pareggio esterno a reti bianche del 20 ottobre 1935 contro il Brescia. Nel 1937 passa al Pisa, club nel quale milita tre anni tutti in Serie B.
Nel 1940 scende in Serie C tra le file del Perugia. In Umbria rimane tre anni. Nel 1944, in piena guerra mondiale, con il Conversano vince il Campionato dell'Italia libera 1944. Nel 1945 è all'Audace Taranto, che milita nel campionato pugliese. Lascia la Puglia nel 1945 per andare in Lombardia, prima al Broni e infine al Pavia dove chiude la carriera agonistica.

## Palmarès

### Club

#### Competizioni nazionali
- Coppa Italia: 1

Genova 1893: 1936-1937

#### Competizioni regionali
- Campionato dell'Italia libera:1

Conversano: 1944